# ثامر الظفيري
ثامر الظفيري لاعب كرة قدم سعودي ، يلعب كمهاجم في نادي الباطن.